# Oscar Leeser

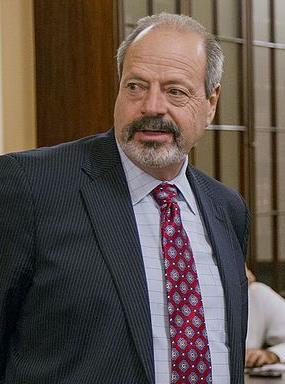
Oscar Leeser (2014)

Oscar Leeser (* 7. Mai 1958 in Chihuahua, Mexiko) ist ein US-amerikanischer Politiker (Demokratische Partei). Er war vom 24. Juni 2013 bis zum 26. Juni 2017 und ist wieder seit dem 5. Januar 2021 Bürgermeister von El Paso, Texas.

## Leben
Leeser wurde im mexikanischen Bundesstaat Chihuahua geboren. Als er neun Jahre alt war, zog seine Familie in die Vereinigten Staaten und ließ sich in El Paso, Texas nieder. 1974 erhielt er die US-amerikanische Staatsbürgerschaft. Lesser arbeitete als Hausmeister in der Cielo Vista Mall und wurde später ab 1979 als Autoverkäufer tätig. Auf eine mehrere Jahrzehnte umfassende Karriere in der Autoindustrie zurückblickend, wurde er 2001 Präsident der Niederlassung von Hyundai in El Paso. Unter seiner Leitung wurde die Niederlassung die erfolgreichste Niederlassung in Hyundais South Central Region sowie die sechsterfolgreichste Niederlassung Hyundais in den Vereinigten Staaten.
2013 wurde er als politischer Quereinsteiger zum Bürgermeister von El Paso gewählt und setzte sich damit in einer Stichwahl gegen Steve Ortega, ein Mitglied des City Council von El Paso, durch. Der bisherige Bürgermeister John Cook konnte aufgrund einer Amtszeitbeschränkung nicht mehr antreten. Am 24. Juni 2013 wurde Leeser vereidigt. Bei der Bürgermeisterwahl 2017 verzichtete er auf eine erneute Kandidatur und unterstützte stattdessen den vormaligen Abgeordneten im texanischen Repräsentantenhaus Dee Margo, welcher die Wahl für sich entscheiden konnte. Bei der Bürgermeisterwahl 2020 trat Leeser wiederum erneut an und setzte sich im Dezember 2020 in einer Stichwahl mit knapp 80 Prozent der Stimmen gegen Dee Margo durch.
Leeser ist verheiratet und hat vier Kinder.